# Сапаро
Са́паро (исп. Záparo) — один из сапароанских языков. Исторически, район распространения языка — граница Перу и Эквадора, между реками Курарай и Бобонаса. На 2000 год имеется информация об 1 носителе сапаро, однако эта информация не точна, возможно, имеется еще несколько человек, говорящих на языке, также возможно, что носителей не осталось вовсе. Все представители данной этнической группы перешли на язык кечуа. Существуют попытки по возрождению сапаро.